# Vietteania
Vietteania is een geslacht van vlinders van de familie Uilen (Noctuidae), uit de onderfamilie Hadeninae.

## Soorten
- V. catadela Fletcher D. S., 1961
- V. griveaudi Viette, 1979
- V. homoeoptera Hampson, 1918
- V. pinna (Saalmüller, 1891)
- V. pyrostrota (Hampson, 1907)
- V. torrentium (Guenée, 1852)